# Kiyuksa (Upper Yanktonai)
Kiyuksa je jedna od sedam bandi Upper Yanktonai Sijuksa. Značenje je imena, kao i kod ostalih skupina Sijuksa, 'Breakers (of the law or custom)'. Corliss (1874.) ovaj naziv bilježi kao Kee-ark-sar, Lewis i Clark (1806.) kao Kee-uke-sah i Prescott (u Schoolcraft, Ind. Tribes, ii ,169, 1852.) kao Ku-ux-aws.